# Psiche (mitologia)

Il rapimento di Psiche (1895), dipinto di William-Adolphe Bouguereau.

Psiche (in greco antico: Ψυχή?) è un personaggio della mitologia greca, personificazione dell'omonimo concetto (psyché) con cui si indicava l'anima, i suoi moti sentimentali, e per estensione l'anima gemella, ossia l'amore umano.

## Mito
Fanciulla di straordinaria bellezza, Psiche scatena la terribile invidia di Afrodite, la quale ordina al figlio Amor (Eros) di suscitare in lei la passione per un uomo della più vile condizione. 
Il dio stesso però si innamora della fanciulla e la fa condurre in un favoloso palazzo dove ogni notte si reca a farle visita nell'oscurità più totale per non rivelare la sua identità. Eros (amore) chiede alla giovane di non tentare di conoscere la sua identità o sarebbe stato costretto ad abbandonarla.
Una notte, tuttavia, Psiche, a causa della sua inarrestabile curiosità, si avvicina a Eros che dorme facendosi luce con una lampada ad olio. Nel vedere la sua bellezza e notando che era una divinità, rimane estasiata ed inavvertitamente fa cadere una goccia d'olio bollente dalla lucerna sulla spalla di Amore, che, ustionato e svegliatosi di soprassalto, abbandona subito la fanciulla.

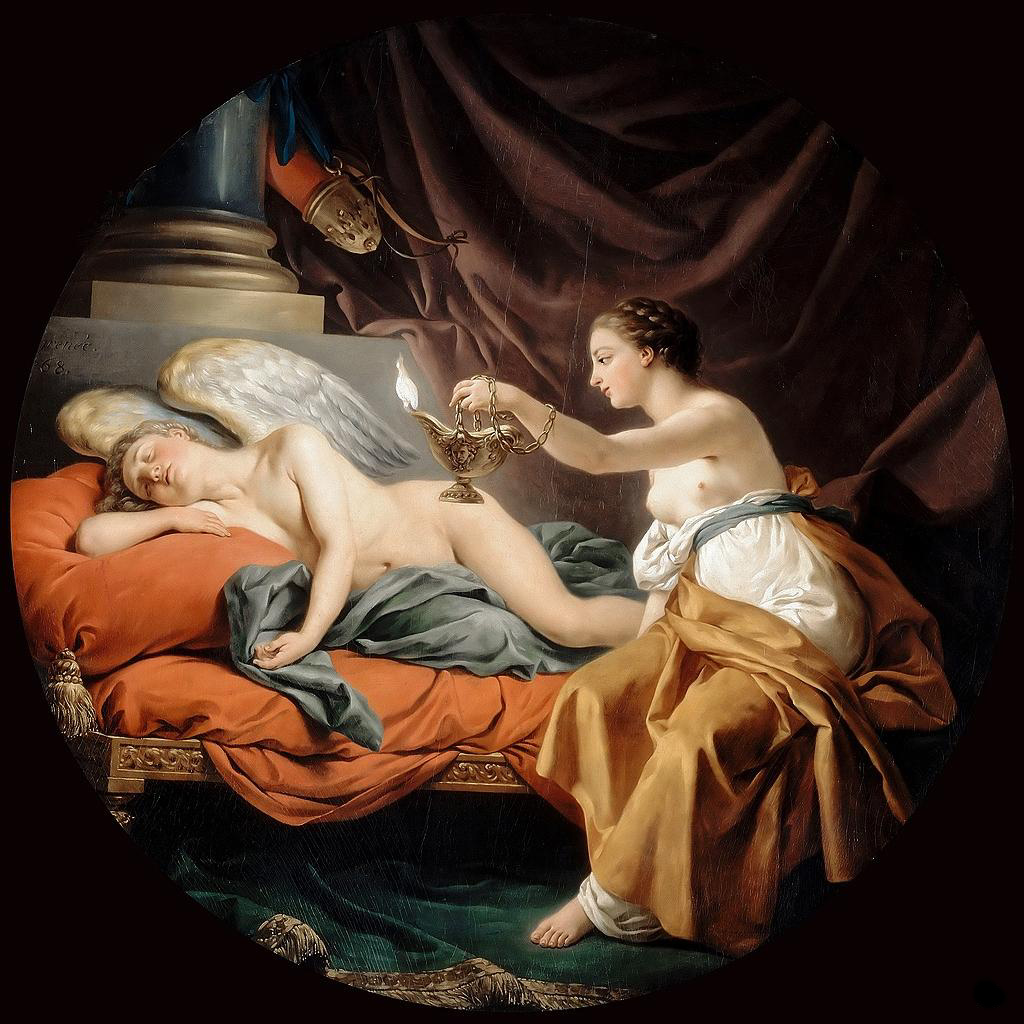
Psiche sorprende Amore Louis Jean François Lagrenée, 1769

Quando Psiche disse alle sue sorelle maggiori che cosa era successo, esse gioirono in segreto e ognuna delle due si recò in cima alla montagna per ripetere le istruzioni dell'oracolo, come sulle prime aveva fatto Psiche, sperando che il vento le salvasse dal precipizio e le portasse di fronte al palazzo di Eros. Ma Zefiro, il vento, le sollevò in aria e le tenne sospese, per poi svanire di colpo durante l'attraversamento. Sicché le malvagie sorelle, senza più il suo sostegno, precipitarono nel dirupo, morendo..
Psiche andò in cerca del suo amante vagando per la Grecia, quando infine giunse a un tempio di Demetra, il cui pavimento era coperto da mucchi di granaglie mischiate. Psiche iniziò a suddividere i semi per tipo e quando ebbe finito, Demetra le parlò, dicendole che il modo migliore per trovare Eros era quello di trovare la madre di costui, Afrodite, e guadagnarsi la sua benedizione. Psiche trovò un tempio di Afrodite e vi entrò. Afrodite le assegnò un compito simile a quello del tempio di Demetra, ma le diede anche una scadenza impossibile per terminarlo. Eros intervenne, dato che la amava ancora, e fece sì che delle formiche sistemassero i semi per lei. Afrodite si infuriò per il successo e quindi inviò Psiche in un prato dove pascolavano delle pecore dorate per procurarsi della lana dorata. Psiche andò al pascolo e vide le pecore, ma venne fermata dal dio del fiume che avrebbe dovuto attraversare per entrare nel pascolo. Egli le disse che le pecore erano cattive e pericolose e l’avrebbero uccisa, ma se avesse aspettato fino a mezzogiorno, le pecore sarebbero andate a cercare l’ombra dall’altra parte del campo per mettersi a dormire; Psiche avrebbe quindi potuto raccogliere la lana rimasta impigliata tra i rami e sulle cortecce degli alberi. Psiche fece così e Afrodite si infuriò ancor più per lo scampato pericolo ed il successo. Alla fine Afrodite sostenne che lo stress del doversi prendere cura del figlio, depresso e malato per via dell'infedeltà di Psiche, le aveva fatto perdere parte della sua bellezza.

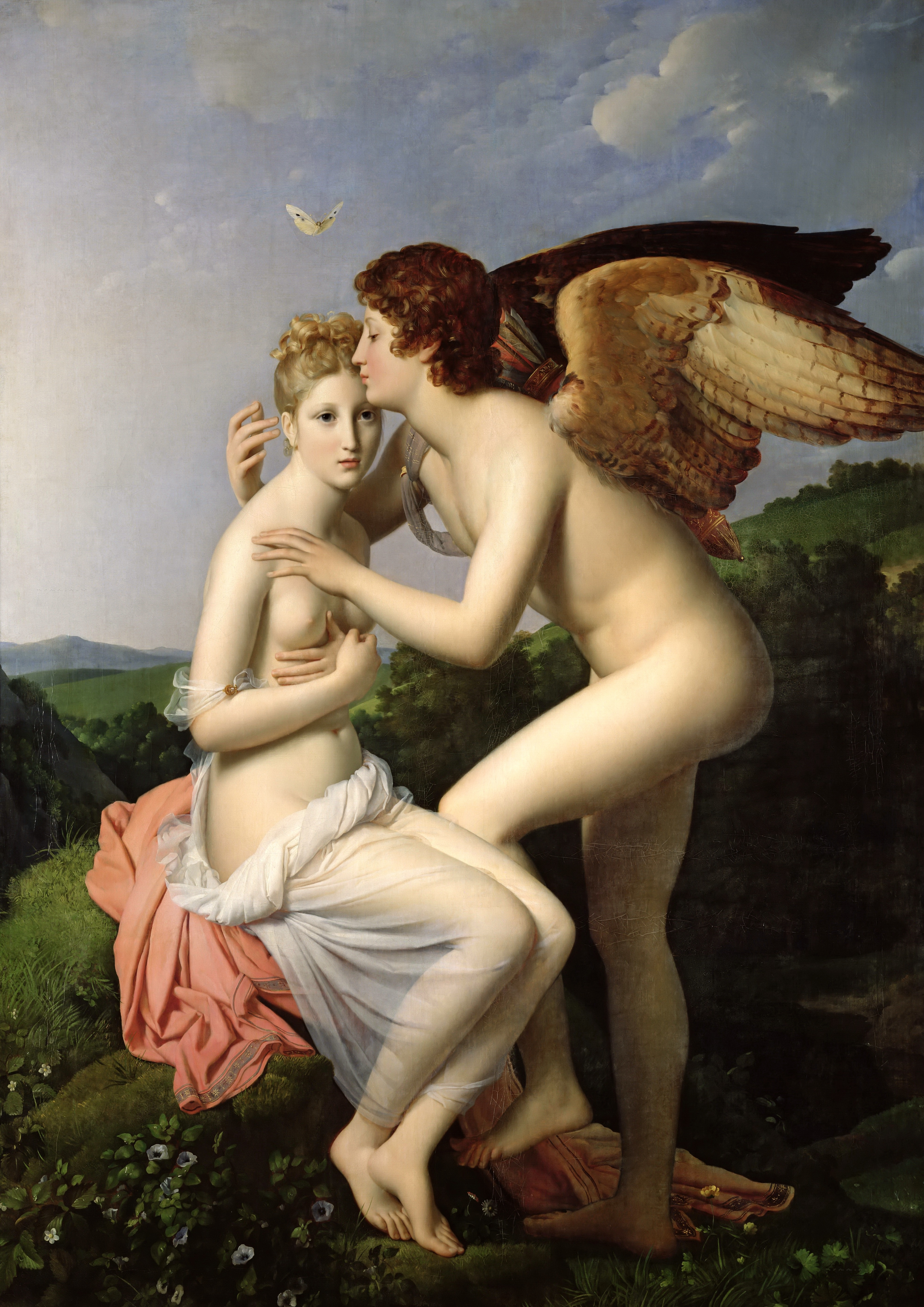
Amore e Psiche, François Gérard, 1798.

Psiche doveva recarsi nell’Ade a chiedere a Persefone, la regina degli Inferi, un po’ della sua bellezza da mettere in una scatola nera che le era stata consegnata da Afrodite. Psiche andò fino ad una torre, avendo deciso che il modo più rapido per raggiungere gli inferi era quello di morire. Una voce la fermò all’ultimo minuto e le rivelò un percorso che le avrebbe permesso di entrare e fare ritorno ancora viva, oltre a dirle come passare oltre Cerbero, Caronte e altri pericoli sul percorso. Psiche placò Cerbero, il cane a tre teste, con un dolce al miele e pagò a Caronte un obolo perché la portasse nell’Ade. Lungo il percorso vide delle mani che spuntavano dall'acqua. Una voce le disse di lanciare loro un dolce al miele. Una volta arrivata, Persefone le disse che sarebbe stata lieta di fare un favore ad Afrodite. Al ritorno Psiche pagò nuovamente Caronte, gettò un dolce alle mani e ne diede un altro a Cerbero.
Psiche lasciò gli Inferi e decise di aprire la scatola e prendere per sé una piccola parte della bellezza, credendo che così facendo Eros l'avrebbe sicuramente amata; nella scatola c'era però un "sonno infernale" che la sopraffece. Eros, che l’aveva perdonata, volò da Psiche e le tolse il sonno dagli occhi, quindi implorò Zeus e Afrodite affinché dessero il loro consenso a sposarla. Essi accettarono; il re degli dei ordinò quindi a Ermes di andare a prendere Psiche e di condurla sull'Olimpo tra gli immortali, e trasformandola nella dea protettrice delle fanciulle. Afrodite danzò alle nozze di Eros e Psiche e i due ebbero una figlia chiamata Edoné, o (nella mitologia romana) Volupta che significa piacere.

## Nell'arte
La storia di Eros e Psiche, in particolare la versione presente nei libri IV, V, VI delle Metamorfosi di Apuleio, affascinò particolarmente gli artisti rinascimentali che la raffigurarono in tutti i suoi episodi nelle decorazioni dei palazzi nobiliari.

## Riprese letterarie del mito in età moderna
- Sulla favola di Amore e Psiche si basa la Psyche di Molière.